# Jay Sekulow
Jay Alan Sekulow (New York, 10 giugno 1956) è un avvocato e personaggio televisivo statunitense, membro della destra cristiana e Consigliere Capo per l'American Center for Law & Justice (ACLJ).
Sekulow è anche presentatore di un talk show su radio e TV, ed un frequente ospite del Christian Broadcasting Network e di Fox News Channel.

## Biografia
Jay Sekulow è nato a Brooklyn, New York, figlio di Natalie (nata Wortman) e Stanley Sekulow, in una famiglia ebraica di origine ucraina. Sekulow e sua moglie, Pamela (McPherson), sono stati sposati dal 1978 e hanno due figli adulti, Jordan e Logan. Jordan Sekulow è avvocato per l'ACLJ e Direttore delle Operazioni Internazionali. È anche co-presentatore della programmazione radio e televisiva con suo padre. Logan ha brevemente recitato nella serie di Nickelodeon U-Pick Live nel 2005.
Sekulow è cresciuto nell'ebraismo. Si è convertito al cristianesimo al college e ora è un ebreo messianico. Il suo fratello minore Scott è il fondatore e il rabbino della Congregazione messianica ebraica Beth Adonai ad Atlanta, in Georgia. Sekulow serve anche come membro del Collegio dei Garanti per The Supreme Court Historical Society a Washington.

### Carriera da avvocato
Come giovane avvocato, Sekulow ha lavorato presso l'Ufficio del Consigliere Capo per l'Internal Revenue Service come avvocato fiscalista, portando cause alla Commissione Tributaria degli Stati Uniti per conto del Dipartimento del Tesoro degli Stati Uniti.
Nel 1992, Sekulow divenne il direttore della ACLJ dove ricopre il ruolo di Consigliere Capo.
Sekulow ha sostenuto casi davanti alla Corte Suprema degli Stati Uniti per più di dieci volte durante la sua carriera. Si è specializzato nel sostenere le questioni chiave del Primo Emendamento. Sekulow più recentemente ha sostenuto davanti alla Corte Suprema il 12 novembre 2008 nel caso Pleasant Grove City v Summum, caso No.07-665. Sekulow ha rappresentato la città, in questo caso per quanto riguarda il controllo del governo su monumenti e memoriali in luoghi pubblici di proprietà del governo. Il caso si è concluso nel febbraio successivo con la sentenza della Corte a favore della città.
Oltre al suo lavoro come avvocato presso la Corte Suprema Sekulow, come capo consigliere dell'ACLJ, ha presentato diversi dossier da amicus curiae a sostegno di tesi conservatrici. Sekulow è intervenuto in caso-test, come Hamdi v. Rumsfeld, Rasul v. Bush,  Gonzales v. Planned Parenthood, e Hein v. Freedom from Religion Foundation. Le sue argomentazioni nei casi Van Orden v. Perry e Wisconsin Right to Life v. FEC sono state citate dai giudici John Paul Stevens e John Roberts. Sekulow ha fatto da consulente a Robert e Mary Schindler durante la controversia che circonda la loro figlia, Terri Schiavo.
Mentre Sekulow è ampiamente riconosciuto come un membro della destra cristiana, il suo dossier amicus nel caso Morse v. Frederick è stato a sostegno della posizione della ACLU; Sekulow ha sostenuto che le scuole che vietano il discorso "offensivo" sarebbe anche in grado di vietare il discorso religioso con cui gli amministratori non fossero d'accordo.

### Media
Oltre ai suoi doveri di Consigliere Capo per la ACLJ, Sekulow è presentatore del Jay Sekulow Live!, programma radiofonico quotidiano con telefonate dal vivo, sindacato sulla radio terrestre, così come sulle radio satellitari XM e Sirius, che si concentra su temi giuridici e legislativi.
Sekulow è presentatore di ACLJ This Week, notiziario settimanale televisivo in onda su Trinity Broadcasting Network  e Daystar.

### Politica
Sekulow è ritenuto a Washington essere stato uno dei "quattro cavalieri" che hanno portato alla nomina del Chief Justice John G. Roberts alla Corte Suprema. Nel 2007, Sekulow ha sostenuto la campagna presidenziale di Mitt Romney. Si è opposto alla costruzione di Park 51, un centro islamico nei pressi del sito del World Trade Center.

## Controversie
Nel novembre 2005, Legal Times ha pubblicato un articolo in cui sosteneva che Sekulow "attraverso la ACLJ e una serie di entità interconnessa senza scopo di lucro e per fini di lucro, ha costruito un impero finanziario che genera milioni di dollari l'anno e supporta uno stile di vita sontuoso - con più case, auto con autista e un jet privato che una volta egli ha usato per trasportare il giudice della Corte Suprema Antonin Scalia." Nell'articolo, ex donatori e sostenitori hanno sostenuto che Sekulow si impegni in un modello di auto-negoziazione per finanziare il suo "stile di vita ad alta quota". E, secondo una classifica stilata dall'American Institute of Philanthropy, un gruppo di controllo, Sekulow è stato il 13° dirigente più pagato di un'organizzazione di beneficenza negli Stati Uniti.

## Pubblicazioni
- 1990: From Intimidation to Victory, Creation House
- 1993: Knowing Your Rights:  Taking Back Our Religious Liberties
- 1996: And Nothing But the Truth
- 1997: Christian Rights in the Workplace, The American Center for Law and Justice
- 2000: The Christian, The Court, and The Constitution, The American Center for Law and Justice
- 2005: Witnessing Their Faith: Religious Influence on Supreme Court Justices and Their Opinions, Rowman & Littlefield
- 2014: "Rise of ISIS: A Threat We Can't Ignore" (with Jordan Sekulow, Robert W. Ash, and David French), Howard Books
- 2015: Undemocratic: How Unelected, Unaccountable Bureaucrats Are Stealing Your Liberty and Freedom, Howard Books